# Міністерство нафти та мінеральних ресурсів Єгипту
Міністерство нафти та мінеральних ресурсів контролює розвідку, виробництво, маркетинг і розподіл нафти, газу та інших природних ресурсів.
Нафтовий сектор у Єгипті складається із 6 державних підприємств: Єгипетська Генеральна нафтова корпорація, холдингова компанія Єгипетський природний газ (EGAS), Нафтохімічна холдингова компанія Єгипту, Нафтова холдингова компанія Ель-Ваді Гануб і Головне управління з мінеральних ресурсів Єгипту.